# Bertholdia flavidorsata
Bertholdia flavidorsata är en fjärilsart som beskrevs av George Francis Hampson 1901. Bertholdia flavidorsata ingår i släktet Bertholdia och familjen björnspinnare. Inga underarter finns listade i Catalogue of Life.